# Bruno Cerella
Bruno Cerella (* 30. Juli 1986 in Bahía Blanca, Buenos Aires) ist ein argentinisch-italienischer Basketballspieler. Cerella ging noch als Jugendlicher nach Italien, dessen Staatsangehörigkeit er infolge seiner Abstammung bekam. Zunächst im Herrenbereich nur in unteren Ligen aktiv, konnte er durch Berufungen in die Juniorennationalmannschaft auf sich aufmerksam machen. 2008 kam er in die höchste Spielklasse Lega Basket Serie A zu Teramo Basket, wo er mit Unterbrechungen vier Jahre blieb. Über Cimberio Varese kam er in der Saison 2013/14 zum Rekordmeister Olimpia Armani Mailand, mit denen er 2014 die italienische Meisterschaft gewann.

## Karriere
Cerella lernte das Basketballspiel in seiner für diesen Sport bekannten Heimatstadt in Argentinien, in der auch der bekannteste und erfolgreichste argentinische Basketballspieler Manu Ginóbili aufgewachsen war, der zu Beginn seiner professionellen Karriere ebenfalls vier Jahre in Italien spielte. Mit knapp 18 Jahren ging Cerella nach Italien und machte sein erstes Spiel im Seniorenbereich in der Saison 2003/04 beim damals sechstklassigen Verein aus Massafra. Nach Stationen bei weiteren unterklassigen süditalienischen Mannschaften stieg er 2007 mit Potenza 84 in die damals drittklassige Serie B1 auf. Durch gute Leistungen in der Serie B1 wurde er in die U22-Juniorennationalmannschaft Italiens berufen und konnte den Erstligisten aus Teramo in Abruzzen auf sich aufmerksam machen, der ihn zur Saison 2008/09 in den Kader der professionellen Mannschaft in der höchsten Spielklasse Lega Basket Serie A aufnahm. Nach zwei Spielzeiten als Ergänzungsspieler mit eher geringen Einsatzzeiten von weniger als durchschnittlich zehn Minuten pro Spiel wurde Cerella an den damaligen Zweitligisten Unione Cestistica aus Casalpusterlengo für die Spielzeit 2010/11 ausgeliehen. Nach zwei Spielzeiten in der Legadue und dem elften Platz am Saisonende 2011 zog sich der Verein jedoch wieder aus der zweithöchsten Spielklasse zurück. Cerella kehrte zu Teramo zurück, wo er jetzt mit durchschnittlich 25 Minuten pro Spiel in der Saison 2011/12 fester Bestandteil der Rotation der eingesetzten Spieler war. Mit neun Punkten pro Spiel erzielte er seinen Bestwert in der Serie A. Teramo erreichte auf dem viertletzten Tabellenplatz den sportlichen Klassenerhalt, aus wirtschaftlichen Gründen erhielten sie jedoch keine Lizenz mehr für eine weitere Spielzeit.
Zur Saison 2012/13 wechselte Cerella zum bisherigen Ligakonkurrenten Cimberio aus Varese in der Lombardei. Der Altmeister und fünfmalige Landesmeister-Europapokalsieger erreichte am Ende der regulären Saison erstmals seit dem Wiederaufstieg den ersten Platz der regulären Saison. Nachdem man sich im nationalen Pokalwettbewerb „Coppa Italia“ erst im Finalspiel knapp mit drei Punkten Unterschied Serienmeister und Titelverteidiger Montepaschi Siena geschlagen geben musste, schied man auch in der Play-off-Halbfinalserie der Meisterschaft nach sieben Spielen gegen den erneuten Double-Gewinner Siena aus. Obwohl Cerellas Einsatzzeiten in Varese wieder unter zehn Minuten pro Spiel gesunken waren, wurde der defensivstarke Rollenspieler zur Saison 2013/14 vom Rekordmeister Olimpia Armani aus Mailand verpflichtet, mit dem er auch im höchstrangigen europäischen Vereinswettbewerb EuroLeague 2013/14 spielte. Dort konnte man sich vergleichsweise problemlos erstmals in der jüngeren Geschichte der EuroLeague seit 2001 für die Viertelfinal-Play-offs qualifizieren, in denen Mailand als Mannschaft mit Heimrecht im ersten Spiel gegen Maccabi Tel Aviv favorisiert auf den Einzug in das Final Four antrat, bei dem man als gastgebende Mannschaft erneut „Heimrecht“ gehabt hätte. Doch Maccabi konnte die Serie für sich entscheiden und anschließend auch den Titelgewinn im Mailänder Mediolanum Forum feiern. In den Play-offs der italienischen Meisterschaft konnte Mailand in der Finalserie dann wenigstens Titelverteidiger Siena nach sieben Titeln in Serie entthronen.